# Redux (文学术语)
Redux是英文后置形容词，源自拉丁语reducere，意为“使回归、恢复”。英语文学作品、电影和电子游戏在标题中使用该词。
在标题中使用该词的文学作品有：约翰·德莱顿的《Astraea Redux》（1662年）；安东尼·特洛勒普的《Phineas Redux》（1873年），《Phineas Finn》（1867年）的续篇；約翰·厄普代克的《兔子归来》（Rabbit Redux，1971年），他第二篇关于兔子埃斯特朗的小说。
《兔子归来》让单词“redux”重回大众视线。在《兔子安息》（1990年）中，兔子埃斯特郎提到，“大概一星期前，在萨拉索塔的纸上，一篇故事的标题叫马戏团归来（Circus Redux）。他反感这个随处可见却读不出来的词。就像arbitrageur（套利）和perestroika（经济改革）这种。”
电影界也吸收了该词，表示影片制作人将原作废弃内容重新展示。2001年，弗朗西斯·科波拉将1979年电影《现代启示录》重编扩充后，以《现代启示录 终极版》（Apocalypse Now Redux）名义推出，掀起了以redux命名的趋势。
音乐制作人常用该词表示重混或重新灌录。